# 무릎팍도사
《황금어장 무릎팍도사》는 2007년부터 MBC에서 방영되었던 예능 프로그램이며 황금어장의 목요일 코너이다.
그리고 2019년 2월 18일 새로 개국한 MBC ON에서 다시 방송했다.

## 무릎팍도사 역사
- 2007년 1월 3일 ~ 2011년 10월 12일까지 황금어장의 인기 코너로 진행됐다.
- 실화극장 시절 무속인과의 에피소드를 다룬 콩트에서 강호동이 연기한 무속인의 컨셉을 차용하여 만들어진 코너이다.

### 무릎팍도사 변천사
- 2007년 1월 31일 : 신년 특집 프로그램으로 2회 편성되었다가 이 방영분 이후로 고정 코너가 되었다. 본 코너는 가수, 배우, 성우, 영화 배우, 희극 배우, 리포터, 디스크자키, 비디오 저널리스트, 비주얼 자키, 비디오 자키, 운동선수, 아나운서, 사회자, 방송인, 프로그램 감독, 기자, 의사, 교수, 한의사, 기업인, CEO, 목사, 스포츠의 감독, 모델, 미스코리아, 발레 무용수, 지휘자, 국악인, 해설위원, 사진작가, 작가, 소설가, 변호사, 법조인, 정치인, 공무원, 국회의원, 음악가, 영화인, 영화 감독, 장관 등 다양한 손님의 고민을 해결해주는 점집 컨셉으로 진행된다.

강호동이 무속인인 '무릎팍 도사'의 역할로 메인 진행을 해 나가며, 1회 분에서는 '건방진 도사'인 유세윤 혼자 보조 진행을 하였다. 하지만 코너 로고송의 작사/작곡자이자 1회 분에서 로고송 인트로 부분에서 통기타 연주만 하고 들어갔던 '올라이즈 밴드' 우승민이 2회 분에서 방송 진행 중에 처음으로 얼굴을 비추면서, 방송에서는 예상 할 수 없는 기상 천외한 답변과 애드립으로 강호동으로부터 단번에 주목받게 되고 결국 다음 방영분부터 유세윤과 함께 하는 보조 진행자로 승격된다. 반면에 초창기 당시 함께 로고송 부분에서 춤추던 호주 출신 개그맨 샘 해밍턴은 아쉽게도 주목을 받지 못하고 2회를 끝으로 하차를 하게 된다.
초창기에는 연예인들을 주로 초대손님으로 초대하여, 기존 방송에서 쉽게 다루지 못했던 초대손님의 어두운 이력이나 사건/사고들을 집중적으로 다루며 진행하는 덕분에, 예전보다 새롭고 자극적인 것을 갈망하던 시청자들의 갈증을 해소해 줌으로써 큰 인기를 얻게 된다. 2007년부터 시작된 새로운 방송 트렌드인 '거친 방송'의 서막을 무릎팍 도사가 울리게 된 것이다.
- 2008년 : 여기서부터 '무릎팍도사'는 연예인뿐만 아니라 사회 각계 유명 인사들의 섭외 비중을 높임으로서 초대손님의 어두운 면을 들추어 내기보다, 인간적인 면을 진솔하게 이끌어 내는 컨셉으로 점차 변하게 된다. 이때 '거친 방송'의 컨셉은 이미 이웃 코너인 라디오스타로 완전히 넘어가게 되었다.

- 2011년 9월 9일 : 강호동이 과소 납부 논란으로 인한 잠정 은퇴 선언으로 하차하게 되자 황금어장 제작진은 강호동 하차 이후 프로그램 구성 변화를 계속 논의하였지만 '무릎팍도사' 안에서의 강호동의 입지가 너무 컸기에 '무릎팍도사'는 결국 폐지를 막지 못하고 10월 12일 방영분을 끝으로 조용히 막을 내리게 되었다.

- 2012년 11월 29일, 강호동이 1년 2개월여만에 복귀를 선언하자 '무릎팍도사'는 1년 만의 전격 부활과 동시에 목요일 심야편성을 통해 황금어장의 2부 코너로 방송된다.

- 2013년 4월 4일, 스케줄 문제로 황광희가 하차하고, 원년 멤버인 우승민이 복귀하였다.

- 2013년 6월 6일, 유세윤이 음주운전으로 인해 하차하였다.

- 2013년 6월 20일 방송을 끝으로 원년 멤버 우승민이 다시 하차하고, 이수근과 장동혁이 합류했다.

- 2013년 8월 22일, 시청률 부진으로 인해 김자옥 편을 마지막으로 완전히 막을 내렸으며, 후속작으로 스토리쇼 화수분이 편성되었다.

## 방송 시리즈
| 방송 시즌 | 방송 횟수 | 프로그램명 | 방송 기간                          | 출연진/패널                                    |
| --------- | --------- | ---------- | ---------------------------------- | ---------------------------------------------- |
| 1기       | 225부작   | 무릎팍도사 | 2007년 1월 3일 ~ 2011년 10월 12일  | 강호동, 유세윤, 우승민                         |
| 2기       | 37부작    | 무릎팍도사 | 2012년 11월 29일 ~ 2013년 8월 22일 | 강호동, 이수근, 장동혁, 우승민, 유세윤, 황광희 |

## 게스트

### 1기 무릎팍도사
2007년
- 1월 3일 - 최민수, 장대성
- 1월 10일 - 김지영, 한효주
- 1월 31일 - 윤도현
- 2월 7일 - 이훈
- 2월 14일 - 이승환
- 2월 21일 - 신해철
- 2월 28일 - 태진아
- 3월 7일 - 주영훈
- 3월 14일 - 박진영
- 3월 21일 - 차승원, 유해진
- 3월 28일 - 이경규
- 4월 4일 - 이승철
- 4월 11일 - 싸이
- 4월 18일 - 이영자
- 4월 25일 - 김수미
- 5월 2일 - 서경석
- 5월 9일 - 윤다훈
- 5월 23일 - 탁재훈
- 5월 30일 - 김구라 (이날 라디오 스타 첫 방송에 투입되었다.)
- 6월 6일 - 박해미
- 6월 13일 - 김건모
- 6월 20일 - 엄홍길 1편
- 6월 27일 - 엄홍길 2편
- 7월 4일 - 김미화
- 7월 11일 - 이혜영 (탤런트 겸 패션 업체 미싱 도로시 CEO)
- 7월 18일 - 정준하
- 8월 1일 - 심형래
- 8월 8일 - 예지원
- 8월 15일 - 공형진
- 8월 22일 - 최진실 1편
- 8월 29일 - 최진실 2편 (이영자 깜짝 출연)
- 9월 5일 - 김국진 (이 날 황금어장 말미부터 김국진이 라디오 스타 DJ로 투입되었다)
- 9월 12일 - 남진
- 9월 19일 - 곽경택
- 9월 26일 - 김윤진
- 10월 3일 - 김장훈
- 10월 10일 - 이미연
- 10월 17일 - 장진
- 10월 24일 - 양희은
- 10월 31일 - 성시경
- 11월 7일 - 이하늘 (정재용 깜짝 출연)
- 11월 14일 - 박경림
- 11월 21일 - 양준혁
- 11월 28일 - 사라 장
- 12월 5일 - 한예슬
- 12월 12일 - 변진섭
- 12월 19일 - 최일구 (17대 대선 개표 방송 - 선택 2007년의 한 부분으로 방송)
- 12월 26일 - 문희준

2008년
- 1월 2일 - 이만기
- 1월 9일 - 문소리
- 1월 16일 - 박세리
- 1월 23일 - 황정민
- 1월 30일 - 신현준
- 2월 6일 - 김수로 1편
- 2월 13일 - 김수로 2편
- 2월 20일 - 이혜영 (영화 배우)
- 2월 27일 - 추성훈 1편
- 3월 5일 - 추성훈 2편
- 3월 12일 - 허참
- 3월 19일 - 하희라
- 3월 26일 - 배종옥
- 4월 2일 - 조재현
- 4월 9일 - 김주하 (18대 국회 의원 총선거 개표 방송 (선택 2008)의 한 부분으로 방송)
- 4월 16일 - 패티 김
- 4월 23일 - 김은혜
- 4월 30일 - 현영
- 5월 7일 - 노사연
- 5월 14일 - 손예진
- 5월 21일 - 김성주
- 5월 28일 - 김선아
- 6월 4일 - 이은미
- 6월 11일 - 이외수 1편
- 6월 18일 - 이외수 2편
- 6월 25일 - 전진
- 7월 2일 - 류승완
- 7월 9일 - 이문세
- 7월 16일 - 배철수 1편
- 7월 23일 - 배철수 2편
- 7월 30일 - 이범수
- 8월 6일 - 서태지 컴백 스페셜 방송으로 인해 결방, 건방진 도사 유세윤이 특별출연해 서태지의 건방진 프로필을 발표
- 8월 13일 - 이경실
- 8월 20일 - 2008 베이징 올림픽 중계 방송으로 인해 결방
- 8월 27일 - 이덕화
- 9월 3일 - 장미란
- 9월 10일 - 2010 남아공 월드컵 최종 예선 한국 대 북한 전 중계 방송으로 인해 결방
- 9월 17일 - 최민호
- 9월 24일 - 허영만
- 10월 1일 - 김제동
- 10월 8일 - 션, 정혜영
- 10월 15일 - 신승훈
- 10월 22일 - 비
- 10월 29일 - 황석영 1편
- 11월 5일 - 황석영 2편
- 11월 12일 - 강수진 1편
- 11월 19일 - 강수진 2편
- 11월 26일 - 송승환
- 12월 3일 - 김종국
- 12월 10일 - 조수미
- 12월 17일 - 이원희, 김미현
- 12월 24일 - 김건모, 김창환
- 12월 31일 - MBC 가요대제전 연말 특집 생방송으로 결방.

2009년
- 1월 14일 - 이순재
- 1월 21일 - 고현정
- 1월 28일 - 김승우
- 2월 4일 - 이미숙
- 2월 11일 - 대한민국과 이란의 남아공 월드컵 최종 예선 경기 중계 방송으로 인해 결방
- 2월 18일 - 권상우 1부
- 2월 25일 - 권상우 2부
- 3월 4일 - 시인 겸 영화 감독 원태연
- 3월 11일 - 백지영
- 3월 18일 - 문성근
- 3월 25일 - 장서희
- 4월 1일 - 이선희 (이승기 깜짝 출연)
- 4월 8일 - 신지애
- 4월 15일 - 김래원
- 4월 22일 - 국악인 김영임
- 4월 29일 - 이준기 1부
- 5월 6일 - 이준기 2부
- 5월 13일 - MBC 야구 해설 위원 허구연 1부
- 5월 20일 - MBC 야구 해설 위원 허구연 2부
- 5월 27일 - 고 노무현 전 대통령 서거로 인해 결방. 다큐 멘터리로 대체 편성
- 6월 3일 - 사진 작가 김중만
- 6월 10일 - 조성모 (황금어장 140회)
- 6월 17일 - 안철수
- 6월 24일 - 오지호
- 7월 1일 - 인순이
- 7월 8일 - 김영희 예능국 PD, 이경규
- 7월 15일 - 박중훈 1부
- 7월 22일 - 박중훈 2부
- 7월 29일 - 허재
- 8월 5일 - 하정우
- 8월 12일 - 한비야 1부
- 8월 19일 - 한비야 2부
- 8월 26일 - 최강희
- 9월 2일 - 안재욱
- 9월 9일 - 장한나
- 9월 16일 - 수애
- 9월 23일 - 하지원
- 9월 30일 - 타블로
- 10월 7일 - 임창정
- 10월 14일 - 성유리
- 10월 21일 - 박경철
- 10월 28일 - 이성미
- 11월 4일 - 원더걸스&박진영 1부
- 11월 11일 - 원더걸스&박진영 2부
- 11월 18일 - 김홍신
- 11월 25일 - 이종범 1부
- 12월 2일 - 이종범 2부
- 12월 9일 - 윤여정
- 12월 16일 - 강혜정
- 12월 23일 - 류시원
- 12월 30일 - MBC 연기대상 생방송 중계로 인하여 결방.

2010년
- 1월 6일 - 타이거 JK 1부
- 1월 13일 - 타이거 JK 2부 (부인 윤미래 깜짝 출연)
- 1월 20일 - 박영규
- 1월 27일 - 나문희
- 2월 3일 - 이봉주
- 2월 10일 - 아마존의 눈물 제작진 1부 (MBC 시사 교양국 김진만 PD, 김현철 PD, 송인혁 카메라 감독)
- 2월 17일 - 아마존의 눈물 제작진 2부 (MBC 시사교양국 김진만 PD, 김현철 PD, 송인혁 카메라 감독)
- 2월 24일 - 조혜련[1]
- 3월 3일 - 이만수 1부
- 3월 10일 - 이만수 2부
- 3월 17일 - 이승훈[2]
- 3월 24일 - 정보석
- 3월 31일 - 천안함 침몰 사건으로 인해 결방. 신비한 TV 서프라이즈로 대체 편성
- 4월 7일 - 엄정화
- 4월 14일, 4월 21일, 4월 28일, 5월 5일, 5월 12일 - MBC 노조 파업으로 인해 결방. 황금어장 스페셜로 대체 편성
- 5월 19일 - 금난새
- 5월 26일 - 김연아 1편
- 6월 2일 - 제5회 지방 선거 개표 방송으로 결방.[3]
- 6월 9일 - 김연아 2편
- 6월 16일 - 윤정희
- 6월 23일 - 황선홍
- 6월 30일 - 장윤정
- 7월 7일 - 강타
- 7월 14일 - 김갑수
- 7월 21일 - 김남길
- 7월 28일 - 장윤주
- 8월 4일 - 허정무[4]
- 8월 11일 - 서경덕
- 8월 18일 - 세븐
- 8월 25일 - 이봉원 1편
- 9월 1일 - 이봉원 2편
- 9월 8일 - 주진모 1편
- 9월 15일 - 주진모 2편
- 9월 22일 - 노주현
- 9월 29일 - 배두나[5]
- 10월 6일 - 토니안
- 10월 13일 - 유지태 (김성택 깜짝 출연)
- 10월 20일 - 이태곤 1부
- 10월 27일 - 이태곤 2부
- 11월 3일 - 최일구 1부
- 11월 10일 - 최일구 2부
- 11월 17일 - 심혜진
- 11월 24일 - 김동호 부산국제영화제 집행 위원 장
- 12월 1일 - 추신수 1부
- 12월 8일 - 추신수 2부
- 12월 15일 - 이장희 1부
- 12월 22일 - 이장희 2부
- 12월 29일 - 2010 MBC 방송연예대상 중계 방송 관계로 결방.

2011년
- 1월 5일 - 박칼린 ※ 자체 최고 시청률 을 갱신 (22.6%, AGB 닐슨 미디어 리서치 * 전국)
- 1월 12일 - 이대호 1부
- 1월 19일 - 이대호 2부
- 1월 26일 - 이홍렬
- 2월 2일 - 박태환
- 2월 9일 - 공지영
- 2월 16일 - 조영남 1부
- 2월 23일 - 조영남 2부
- 3월 2일 - 동방신기 (최강창민, 유노윤호)
- 3월 9일 - 임권택 1부
- 3월 16일 - 임권택 2부 (강수연, 예지원 특별출연)
- 3월 23일 - 박상민
- 3월 30일 - 김태원 1부
- 4월 6일 - 김태원 2부
- 4월 13일 - 김완선
- 4월 20일 - 윤복희
- 4월 27일 - 유호정
- 5월 4일 - 이선균 1부
- 5월 11일 - 이선균 2부
- 5월 18일 - 성시경
- 5월 25일 - 염정아
- 6월 1일 - 김현주
- 6월 8일 - 김현중
- 6월 15일 - 강동철 (예명 : 용감한 형제)
- 6월 22일 - 차인태 1부
- 6월 29일 - 차인태 2부
- 7월 6일 - 주병진 1부
- 7월 13일 - 주병진 2부
- 7월 20일 - 신애라
- 7월 27일 - 공효진 1부
- 8월 3일 - 공효진 2부
- 8월 10일 - 박정현 1부
- 8월 17일 - 박정현 2부
- 8월 24일 - 유홍준 1부
- 8월 31일 - 유홍준 2부
- 9월 7일 - 장근석 1부
- 9월 14일 - 장근석 2부
- 9월 21일 - 올림픽 축구 최종 예선 중계관계로 결방.
- 9월 28일 - 김주혁
- 10월 5일 - 뽀로로 제작자 아이코닉스 최종일 대표

### 2기 무릎팍도사
2012년
- 11월 29일 : 정우성 1부
- 12월 6일 : 정우성 2부
- 12월 13일 : 전현무
- 12월 20일 : 김상경
- 12월 27일 : 류현진

2013년
- 1월 3일 : 워쇼스키 남매 영화 감독 (톰 티크베어 감독, 배두나, 김영철 특별 출연)[6]
- 1월 10일 : 유준상 1부
- 1월 17일 : 유준상 2부 / 컬투 1부 (종료 직전에 컬트 삼총사 전 멤버였던 정성한 특별 출연)
- 1월 24일 : 컬투 2부
- 1월 31일 : 백지연
- 2월 7일 : 구사나기 쓰요시 (SMAP) (차승원 특별 출연)
- 2월 14일 : 조진웅
- 2월 21일 : 신치림 (윤종신, 조정치, 하림)
- 2월 28일 : 성룡
- 3월 7일 : 정형돈, 데프콘 (형돈이와 대준이)
- 3월 14일 : 김미경 (스타 강사, 김미경 아트 스피치 대표) 1부
- 3월 21일 : 스페셜 방송[7]
- 3월 28일 : 리처드 용재 오닐 (이 방송을 끝으로 황광희가 스케줄 관계로 하차)
- 4월 4일 : 전노민 (이 방송을 기점으로 원년 멤버 우승민 복귀)
- 4월 11일 : 박주미
- 4월 18일 : 김태우
- 4월 25일 : 유진
- 5월 2일 : 최홍만
- 5월 9일 : 샘 해밍턴
- 5월 16일 : 박성웅
- 5월 23일 : 서인영
- 5월 30일 : 김경호
- 6월 6일 : 한고은 (이 방송을 끝으로 유세윤이 음주운전 사건으로 인해 하차)
- 6월 13일 : 정준하 (이 방송에서 인턴 MC 김나영 투입)
- 6월 20일 : 윤도현 (이 방송에서 인턴 MC 김제동 투입, 동시에 우승민은 다시 하차)
- 6월 27일 : 성동일 (이 방송부터 새 MC 이수근, 장동혁이 합류 하게 됨)
- 7월 4일 : 박성종 (박지성 선수 아버지)
- 7월 11일 : 이시영
- 7월 18일 : 박찬호 1부
- 7월 25일 : 박찬호 2부
- 8월 1일 : 파일럿 프로그램 방송관계로 한 주 휴식.
- 8월 8일 : 장혁 (박형식 (ZE:A) 특별출연)
- 8월 15일 : 서장훈
- 8월 22일 : 김자옥 (마지막 방송)

## 시즌 1 시청률

### 2007년
| 회차   | 방송일    | 시청률     | 시청률    |
| 회차   | 방송일    | TNmS(전국) | AGB(전국) |
| ------ | --------- | ---------- | --------- |
| 제1화  | 1월 31일  | 12.1%      | 13.2%     |
| 제2화  | 2월 7일   | 14.5%      | 15.6%     |
| 제3화  | 2월 14일  | 14.9%      | 13.6%     |
| 제4화  | 2월 21일  | 15.8%      | 13.9%     |
| 제5화  | 2월 28일  | 13.4%      | 14.5%     |
| 제6화  | 3월 7일   | 11.4%      | 12.5%     |
| 제7화  | 3월 14일  | 18.3%      | 16.1%     |
| 제8화  | 3월 21일  | 14.6%      | 13.4%     |
| 제9화  | 3월 28일  | 13.8%      | 14.9%     |
| 제10화 | 4월 4일   | 15.3%      | 14.5%     |
| 제11화 | 4월 11일  | 15.7%      | 13.2%     |
| 제12화 | 4월 18일  | 18.5%      | 17.5%     |
| 제13화 | 4월 25일  | 14.2%      | 11.4%     |
| 제14화 | 5월 2일   | 14.4%      | 16.4%     |
| 제15화 | 5월 9일   | 14.9%      | 15.0%     |
| 제16화 | 5월 23일  | 14.3%      | 15.4%     |
| 제17화 | 5월 30일  | 14.9%      | 14.3%     |
| 제18화 | 6월 6일   | 18.0%      | 16.5%     |
| 제19화 | 6월 13일  | 17.1%      | 16.2%     |
| 제20화 | 6월 20일  | 13.6%      | 14.7%     |
| 제21화 | 6월 27일  | 12.9%      | 14.0%     |
| 제22화 | 7월 4일   | 16.2%      | 14.6%     |
| 제23화 | 7월 11일  | 12.9%      | 13.4%     |
| 제24화 | 7월 18일  | 15.4%      | 14.7%     |
| 제25화 | 8월 1일   | 17.8%      | 17.4%     |
| 제26화 | 8월 8일   | 12.7%      | 13.8%     |
| 제27화 | 8월 15일  | 14.9%      | 16.0%     |
| 제28화 | 8월 22일  | 17.8%      | 18.9%     |
| 제29화 | 8월 29일  | 15.7%      | 14.4%     |
| 제30화 | 9월 5일   | 18.2%      | 16.1%     |
| 제31화 | 9월 12일  | 16.3%      | 14.8%     |
| 제32화 | 9월 19일  | 15.0%      | 16.1%     |
| 제33화 | 9월 26일  | 15.6%      | 14.4%     |
| 제34화 | 10월 3일  | 16.3%      | 17.4%     |
| 제35화 | 10월 10일 | 13.9%      | 15.0%     |
| 제36화 | 10월 17일 | 17.0%      | 15.0%     |
| 제37화 | 10월 24일 | 15.8%      | 16.9%     |
| 제38화 | 10월 31일 | 16.4%      | 16.0%     |
| 제39화 | 11월 7일  | 17.3%      | 16.4%     |
| 제40화 | 11월 14일 | 17.8%      | 17.4%     |
| 제41화 | 11월 21일 | 17.7%      | 16.3%     |
| 제42화 | 11월 28일 | 19.4%      | 17.8%     |
| 제43화 | 12월 5일  | 18.4%      | 16.5%     |
| 제44화 | 12월 12일 | 14.0%      | 13.0%     |
| 제45화 | 12월 26일 | 18.6%      | 18.2%     |

- TNmS와 AGB닐슨 미디어 리서치에서 공개한 표를 바탕으로 작성한 시청률이다. 빨간색 글씨는 최고 시청률, 파란색 글씨는 최저 시청률을 나타낸다.

### 2008년
| 회차   | 방송일    | 시청률     | 시청률    |
| 회차   | 방송일    | TNmS(전국) | AGB(전국) |
| ------ | --------- | ---------- | --------- |
| 제46화 | 1월 2일   | 20.7%      | 19.2%     |
| 제47화 | 1월 9일   | 21.0%      | 19.1%     |
| 제48화 | 1월 16일  | 20.8%      | 20.2%     |
| 제49화 | 1월 23일  | 18.4%      | 16.7%     |
| 제50화 | 1월 30일  | 19.5%      | 18.0%     |
| 제51화 | 2월 6일   | 18.2%      | 18.0%     |
| 제52화 | 2월 13일  | 19.6%      | 17.1%     |
| 제53화 | 2월 20일  | 18.0%      | 16.3%     |
| 제54화 | 2월 27일  | 20.3%      | 18.1%     |
| 제55화 | 3월 5일   | 17.2%      | 15.9%     |
| 제56화 | 3월 12일  | 14.9%      | 13.5%     |
| 제57화 | 3월 19일  | 14.4%      | 14.0%     |
| 제58화 | 3월 26일  | 17.7%      | 16.0%     |
| 제59화 | 4월 2일   | 14.7%      | 14.1%     |
| 제60화 | 4월 16일  | 15.9%      | 14.8%     |
| 제61화 | 4월 23일  | 14.7%      | 14.6%     |
| 제62화 | 4월 30일  | 16.2%      | 13.9%     |
| 제63화 | 5월 7일   | 15.3%      | 14.8%     |
| 제64화 | 5월 14일  | 15.3%      | 14.1%     |
| 제65화 | 5월 21일  | 16.3%      | 14.5%     |
| 제66화 | 5월 28일  | 17.9%      | 16.7%     |
| 제67화 | 6월 4일   | 14.5%      | 13.4%     |
| 제68화 | 6월 11일  | 15.9%      | 13.5%     |
| 제69화 | 6월 18일  | 16.6%      | 14.9%     |
| 제70화 | 6월 25일  | 12.6%      | 12.7%     |
| 제71화 | 7월 2일   | 16.6%      | 15.4%     |
| 제72화 | 7월 9일   | 17.1%      | 15.1%     |
| 제73화 | 7월 16일  | 16.7%      | 14.5%     |
| 제74화 | 7월 23일  | 16.6%      | 14.8%     |
| 제75화 | 7월 30일  | 17.5%      | 16.5%     |
| 제76화 | 8월 13일  | 19.0%      | 17.9%     |
| 제77화 | 8월 27일  | 15.8%      | 15.0%     |
| 제78화 | 9월 3일   | 18.2%      | 16.7%     |
| 제79화 | 9월 17일  | 19.7%      | 18.0%     |
| 제80화 | 9월 24일  | 18.3%      | 16.3%     |
| 제81화 | 10월 1일  | 19.3%      | 16.6%     |
| 제82화 | 10월 8일  | 18.9%      | 16.0%     |
| 제83화 | 10월 15일 | 19.8%      | 16.8%     |
| 제84화 | 10월 22일 | 23.9%      | 19.7%     |
| 제85화 | 10월 29일 | 15.3%      | 15.1%     |
| 제86화 | 11월 5일  | 16.3%      | 14.5%     |
| 제87화 | 11월 12일 | 19.4%      | 15.2%     |
| 제88화 | 11월 19일 | 15.3%      | 12.9%     |
| 제89화 | 11월 26일 | 17.0%      | 14.9%     |
| 제90화 | 12월 3일  | 19.1%      | 15.4%     |
| 제91화 | 12월 10일 | 18.3%      | 16.6%     |
| 제92화 | 12월 17일 | 16.7%      | 14.4%     |
| 제93화 | 12월 24일 | 17.0%      | 15.6%     |

- TNmS와 AGB닐슨 미디어 리서치에서 공개한 표를 바탕으로 작성한 시청률이다. 빨간색 글씨는 최고 시청률, 파란색 글씨는 최저 시청률을 나타낸다.

### 2009년
| 회차    | 방송일    | 시청률     | 시청률    |
| 회차    | 방송일    | TNmS(전국) | AGB(전국) |
| ------- | --------- | ---------- | --------- |
| 제94화  | 1월 14일  | 18.4%      | 15.8%     |
| 제95화  | 1월 21일  | 20.3%      | 18.8%     |
| 제96화  | 1월 28일  | 18.1%      | 16.2%     |
| 제97화  | 2월 4일   | 16.9%      | 16.5%     |
| 제98화  | 2월 18일  | 18.5%      | 17.4%     |
| 제99화  | 2월 25일  | 18.9%      | 16.7%     |
| 제100화 | 3월 4일   | 12.6%      | 12.4%     |
| 제101화 | 3월 11일  | 16.0%      | 14.7%     |
| 제102화 | 3월 18일  | 13.5%      | 14.6%     |
| 제103화 | 3월 25일  | 19.9%      | 18.5%     |
| 제104화 | 4월 1일   | 15.6%      | 14.1%     |
| 제105화 | 4월 8일   | 13.4%      | 12.0%     |
| 제106화 | 4월 15일  | 18.0%      | 16.5%     |
| 제107화 | 4월 22일  | 14.6%      | 13.2%     |
| 제108화 | 4월 29일  | 14.9%      | 14.4%     |
| 제109화 | 5월 6일   | 16.0%      | 14.3%     |
| 제110화 | 5월 13일  | 13.7%      | 14.2%     |
| 제111화 | 5월 20일  | 14.7%      | 12.5%     |
| 제112화 | 6월 3일   | 16.3%      | 14.0%     |
| 제113화 | 6월 10일  | 16.0%      | 16.0%     |
| 제114화 | 6월 17일  | 16.6%      | 15.0%     |
| 제115화 | 6월 24일  | 17.5%      | 15.6%     |
| 제116화 | 7월 1일   | 17.2%      | 15.7%     |
| 제117화 | 7월 8일   | 17.8%      | 15.0%     |
| 제118화 | 7월 15일  | 15.1%      | 14.9%     |
| 제119화 | 7월 22일  | 15.8%      | 14.5%     |
| 제120화 | 7월 29일  | 15.0%      | 14.0%     |
| 제121화 | 8월 5일   | 19.2%      | 16.1%     |
| 제122화 | 8월 12일  | 17.1%      | 17.2%     |
| 제123화 | 8월 19일  | 18.7%      | 17.8%     |
| 제124화 | 8월 26일  | 17.0%      | 16.7%     |
| 제125화 | 9월 2일   | 17.2%      | 16.1%     |
| 제126화 | 9월 9일   | 17.1%      | 13.6%     |
| 제127화 | 9월 16일  | 17.0%      | 15.3%     |
| 제128화 | 9월 23일  | 16.4%      | 15.9%     |
| 제129화 | 9월 30일  | 17.0%      | 16.8%     |
| 제130화 | 10월 7일  | 16.8%      | 16.1%     |
| 제131화 | 10월 14일 | 17.6%      | 17.4%     |
| 제132화 | 10월 21일 | 16.3%      | 16.1%     |
| 제133화 | 10월 28일 | 17.7%      | 17.0%     |
| 제134화 | 11월 4일  | 20.3%      | 19.5%     |
| 제135화 | 11월 11일 | 18.7%      | 16.3%     |
| 제136화 | 11월 18일 | 15.1%      | 14.6%     |
| 제137화 | 11월 25일 | 17.5%      | 17.8%     |
| 제138화 | 12월 2일  | 16.5%      | 15.4%     |
| 제139화 | 12월 9일  | 20.4%      | 17.7%     |
| 제140화 | 12월 16일 | 19.9%      | 17.3%     |
| 제141화 | 12월 23일 | 17.6%      | 16.5%     |

- TNmS와 AGB닐슨 미디어 리서치에서 공개한 표를 바탕으로 작성한 시청률이다. 빨간색 글씨는 최고 시청률, 파란색 글씨는 최저 시청률을 나타낸다.

### 2010년
| 회차    | 방송일    | 시청률     | 시청률    |
| 회차    | 방송일    | TNmS(전국) | AGB(전국) |
| ------- | --------- | ---------- | --------- |
| 제142화 | 1월 6일   | 21.7%      | 20.0%     |
| 제143화 | 1월 13일  | 18.4%      | 17.2%     |
| 제144화 | 1월 20일  | 17.8%      | 16.8%     |
| 제145화 | 1월 27일  | 17.7%      | 18.8%     |
| 제146화 | 2월 3일   | 16.6%      | 15.9%     |
| 제147화 | 2월 10일  | 19.6%      | 20.5%     |
| 제148화 | 2월 17일  | 20.1%      | 20.4%     |
| 제149화 | 2월 24일  | 15.3%      | 15.4%     |
| 제150화 | 3월 3일   | 13.0%      | 12.1%     |
| 제151화 | 3월 10일  | 17.2%      | 16.6%     |
| 제152화 | 3월 17일  | 18.3%      | 18.2%     |
| 제153화 | 3월 24일  | 17.1%      | 17.7%     |
| 제154화 | 4월 7일   | 17.2%      | 17.0%     |
| 제155화 | 5월 19일  | 14.9%      | 15.1%     |
| 제156화 | 5월 26일  | 24.2%      | 22.8%     |
| 제157화 | 6월 9일   | 20.6%      | 17.8%     |
| 제158화 | 6월 16일  | 13.2%      | 13.6%     |
| 제159화 | 6월 23일  | 14.9%      | 14.4%     |
| 제160화 | 6월 30일  | 22.3%      | 18.9%     |
| 제161화 | 7월 7일   | 18.7%      | 17.7%     |
| 제162화 | 7월 14일  | 18.9%      | 17.2%     |
| 제163화 | 7월 21일  | 20.9%      | 18.3%     |
| 제164화 | 7월 28일  | 14.4%      | 13.8%     |
| 제165화 | 8월 4일   | 18.8%      | 17.4%     |
| 제166화 | 8월 11일  | 18.5%      | 15.9%     |
| 제167화 | 8월 18일  | 19.4%      | 16.7%     |
| 제168화 | 8월 25일  | 19.3%      | 19.0%     |
| 제169화 | 9월 1일   | 20.3%      | 18.3%     |
| 제170화 | 9월 8일   | 21.2%      | 17.4%     |
| 제171화 | 9월 15일  | 18.9%      | 17.0%     |
| 제172화 | 9월 22일  | 9.6%       | 10.7%     |
| 제173화 | 9월 29일  | 15.5%      | 14.7%     |
| 제174화 | 10월 6일  | 15.6%      | 14.7%     |
| 제175화 | 10월 13일 | 14.6%      | 14.6%     |
| 제176화 | 10월 20일 | 16.9%      | 16.4%     |
| 제177화 | 10월 27일 | 17.4%      | 16.4%     |
| 제178화 | 11월 3일  | 13.6%      | 15.0%     |
| 제179화 | 11월 10일 | 16.2%      | 16.3%     |
| 제180화 | 11월 17일 | 13.2%      | 15.0%     |
| 제181화 | 11월 24일 | 11.4%      | 11.2%     |
| 제182화 | 12월 1일  | 16.7%      | 15.5%     |
| 제183화 | 12월 8일  | 15.9%      | 16.6%     |
| 제184화 | 12월 15일 | 15.7%      | 16.3%     |
| 제185화 | 12월 22일 | 16.4%      | 16.8%     |

- TNmS와 AGB닐슨 미디어 리서치에서 공개한 표를 바탕으로 작성한 시청률이다. 빨간색 글씨는 최고 시청률, 파란색 글씨는 최저 시청률을 나타낸다.

### 2011년
| 회차    | 방송일    | 시청률     | 시청률    |
| 회차    | 방송일    | TNmS(전국) | AGB(전국) |
| ------- | --------- | ---------- | --------- |
| 제186화 | 1월 5일   | 21.9%      | 23.7%     |
| 제187화 | 1월 12일  | 16.1%      | 17.2%     |
| 제188화 | 1월 19일  | 15.2%      | 17.0%     |
| 제189화 | 1월 26일  | 16.5%      | 17.9%     |
| 제190화 | 2월 2일   | 10.9%      | 12.5%     |
| 제191화 | 2월 9일   | 17.9%      | 18.9%     |
| 제192화 | 2월 16일  | 18.9%      | 20.3%     |
| 제193화 | 2월 23일  | 19.3%      | 20.4%     |
| 제194화 | 3월 2일   | 14.1%      | 15.9%     |
| 제195화 | 3월 9일   | 13.7%      | 14.9%     |
| 제196화 | 3월 16일  | 10.0%      | 11.4%     |
| 제197화 | 3월 23일  | 14.1%      | 15.1%     |
| 제198화 | 3월 30일  | 14.9%      | 16.5%     |
| 제199화 | 4월 6일   | 14.4%      | 16.3%     |
| 제200화 | 4월 13일  | 12.9%      | 14.7%     |
| 제201화 | 4월 20일  | 13.7%      | 14.9%     |
| 제202화 | 4월 27일  | 13.4%      | 14.7%     |
| 제203화 | 5월 4일   | 13.8%      | 14.8%     |
| 제204화 | 5월 11일  | 13.4%      | 14.6%     |
| 제205화 | 5월 18일  | 12.2%      | 13.4%     |
| 제206화 | 5월 25일  | 14.5%      | 15.7%     |
| 제207화 | 6월 1일   | 14.1%      | 15.8%     |
| 제208화 | 6월 8일   | 15.5%      | 16.5%     |
| 제209화 | 6월 15일  | 15.3%      | 17.2%     |
| 제210화 | 6월 22일  | 13.6%      | 14.7%     |
| 제211화 | 6월 29일  | 12.2%      | 13.7%     |
| 제212화 | 7월 6일   | 17.3%      | 18.7%     |
| 제213화 | 7월 13일  | 14.8%      | 16.2%     |
| 제214화 | 7월 20일  | 15.2%      | 16.8%     |
| 제215화 | 7월 27일  | 14.7%      | 16.5%     |
| 제216화 | 8월 3일   | 15.6%      | 16.8%     |
| 제217화 | 8월 10일  | 13.5%      | 14.7%     |
| 제218화 | 8월 17일  | 14.3%      | 15.7%     |
| 제219화 | 8월 24일  | 11.1%      | 13.0%     |
| 제220화 | 8월 31일  | 11.4%      | 13.2%     |
| 제221화 | 9월 7일   | 13.1%      | 14.1%     |
| 제222화 | 9월 14일  | 13.2%      | 14.6%     |
| 제223화 | 9월 28일  | 11.0%      | 12.1%     |
| 제224화 | 10월 5일  | 9.2%       | 10.9%     |
| 제225화 | 10월 12일 | 10.9%      | 11.9%     |

- TNmS와 AGB닐슨 미디어 리서치에서 공개한 표를 바탕으로 작성한 시청률이다. 빨간색 글씨는 최고 시청률, 파란색 글씨는 최저 시청률을 나타낸다.

## 시즌 2 시청률

### 2012년
| 회차  | 방송일    | 시청률     | 시청률    |
| 회차  | 방송일    | TNmS(전국) | AGB(전국) |
| ----- | --------- | ---------- | --------- |
| 제1화 | 11월 29일 | 8.7%       | 9.3%      |
| 제2화 | 12월 6일  | 8.6%       | 7.8%      |
| 제3화 | 12월 13일 | 8.7%       | 8.3%      |
| 제4화 | 12월 20일 | 6.8%       | 6.3%      |
| 제5화 | 12월 27일 | 7.2%       | 7.3%      |

- TNmS와 AGB닐슨 미디어 리서치에서 공개한 표를 바탕으로 작성한 시청률이다. 빨간색 글씨는 최고 시청률, 파란색 글씨는 최저 시청률을 나타낸다.

### 2013년
| 회차   | 방송일   | 시청률     | 시청률    |
| 회차   | 방송일   | TNmS(전국) | AGB(전국) |
| ------ | -------- | ---------- | --------- |
| 제6화  | 1월 3일  | 6.8%       | 6.2%      |
| 제7화  | 1월 10일 | 7.8%       | 7.3%      |
| 제8화  | 1월 17일 | 7.0%       | 6.3%      |
| 제9화  | 1월 24일 | 7.9%       | 8.8%      |
| 제10화 | 1월 31일 | 7.0%       | 8.8%      |
| 제11화 | 2월 7일  | 6.4%       | 6.3%      |
| 제12화 | 2월 14일 | 5.7%       | 5.0%      |
| 제13화 | 2월 21일 | 6.2%       | 5.4%      |
| 제14화 | 2월 28일 | 6.5%       | 7.2%      |
| 제15화 | 3월 7일  | 5.5%       | 5.1%      |
| 제16화 | 3월 14일 | 6.7%       | 8.2%      |
| 제17화 | 3월 28일 | 4.4%       | 3.6%      |
| 제18화 | 4월 4일  | 5.2%       | 5.6%      |
| 제19화 | 4월 11일 | 4.8%       | 6.4%      |
| 제20화 | 4월 18일 | 4.9%       | 4.9%      |
| 제21화 | 4월 25일 | 4.3%       | 5.1%      |
| 제22화 | 5월 2일  | 3.6%       | 3.8%      |
| 제23화 | 5월 9일  | 4.1%       | 5.0%      |
| 제24화 | 5월 16일 | 4.0%       | 4.2%      |
| 제25화 | 5월 23일 | 3.3%       | 3.7%      |
| 제26화 | 5월 30일 | 3.3%       | 4.4%      |
| 제27화 | 6월 6일  | 2.9%       | 3.9%      |
| 제28화 | 6월 13일 | 3.9%       | 4.7%      |
| 제29화 | 6월 20일 | 3.5%       | 4.7%      |
| 제30화 | 6월 27일 | 6.2%       | 6.0%      |
| 제31화 | 7월 4일  | 4.8%       | 5.3%      |
| 제32화 | 7월 11일 | 4.4%       | 5.6%      |
| 제33화 | 7월 18일 | 4.5%       | 5.4%      |
| 제34화 | 7월 25일 | 3.9%       | 4.0%      |
| 제35화 | 8월 8일  | 4.3%       | 4.2%      |
| 제36화 | 8월 15일 | 4.6%       | 4.9%      |
| 제37화 | 8월 22일 | 4.9%       | 5.1%      |

- TNmS와 AGB닐슨 미디어 리서치에서 공개한 표를 바탕으로 작성한 시청률이다. 빨간색 글씨는 최고 시청률, 파란색 글씨는 최저 시청률을 나타낸다.